# باب دنیسون (بازیکن فوتبال، زاده ۱۹۱۲)
باب دنیسون (انگلیسی: Bob Dennison; ۶ مارس ۱۹۱۲ – ۱۹ ژوئن ۱۹۹۶) بازیکن فوتبال بود.
از باشگاه‌هایی که در آن بازی کرده‌است می‌توان به باشگاه فوتبال فولام و باشگاه فوتبال هرفورد یونایتد اشاره کرد.